# Puer mingens

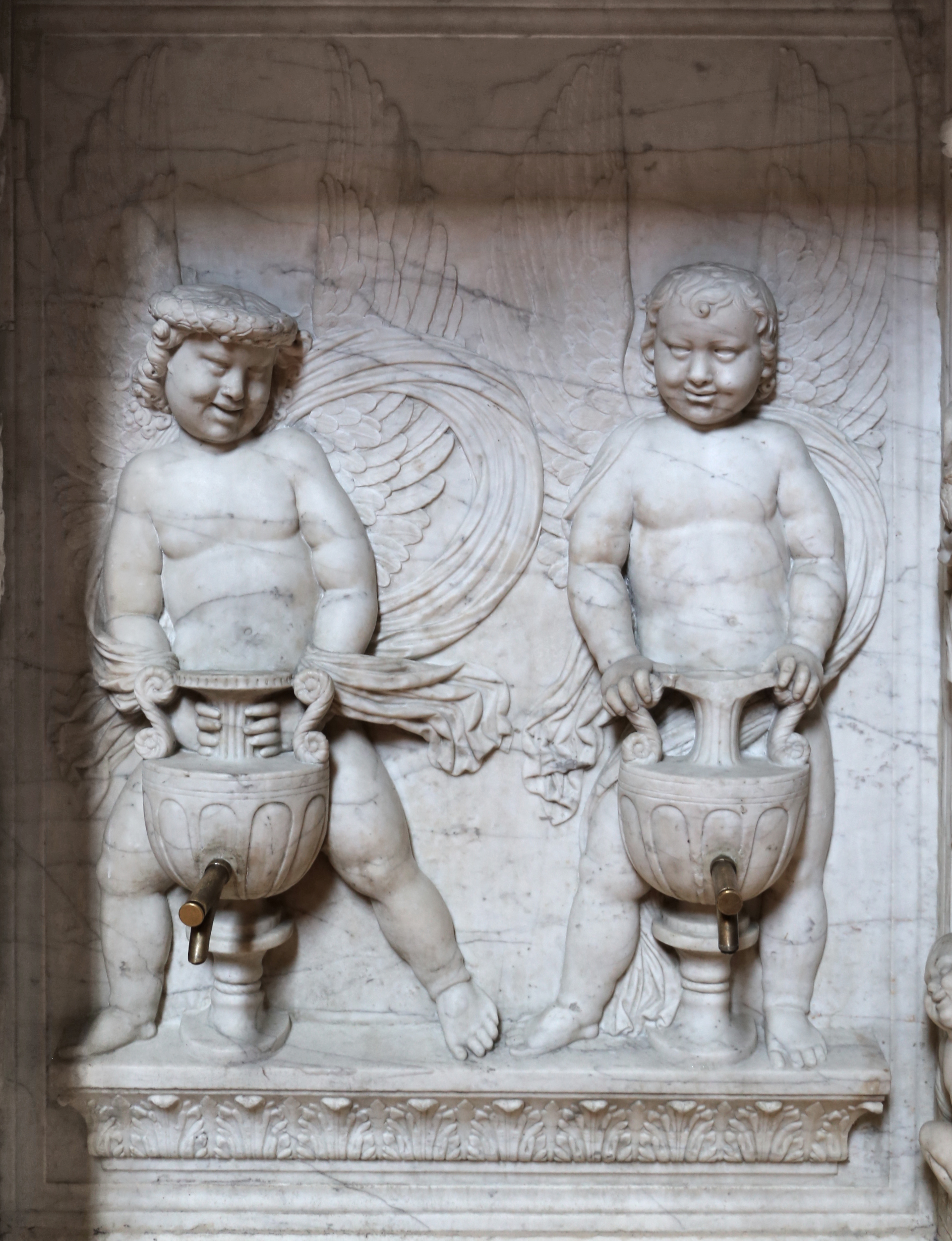
Deux pueri mingentes dans le lavabo de la sacristie, cathédrale de Florence.

Un puer mingēns (prononciation latine : [ˈpʊ.ɛr mɪŋ.ɡeːns]) ou, au pluriel, puerī mingentēs (prononciation latine : [ˈpʊ.ɛr.iː mɪŋ.ˈɡɛn.teːs]), est une figure d'une œuvre d'art représentée sous la forme d'un garçon prépubère en train d'uriner, que ce soit réel ou simulé. Les pueri mingentes pouvaient représenter n'importe quoi, de la fantaisie et de l'innocence enfantine aux symboles érotiques de la virilité et de la bravade masculine.

## Étymologie et jeu de mots

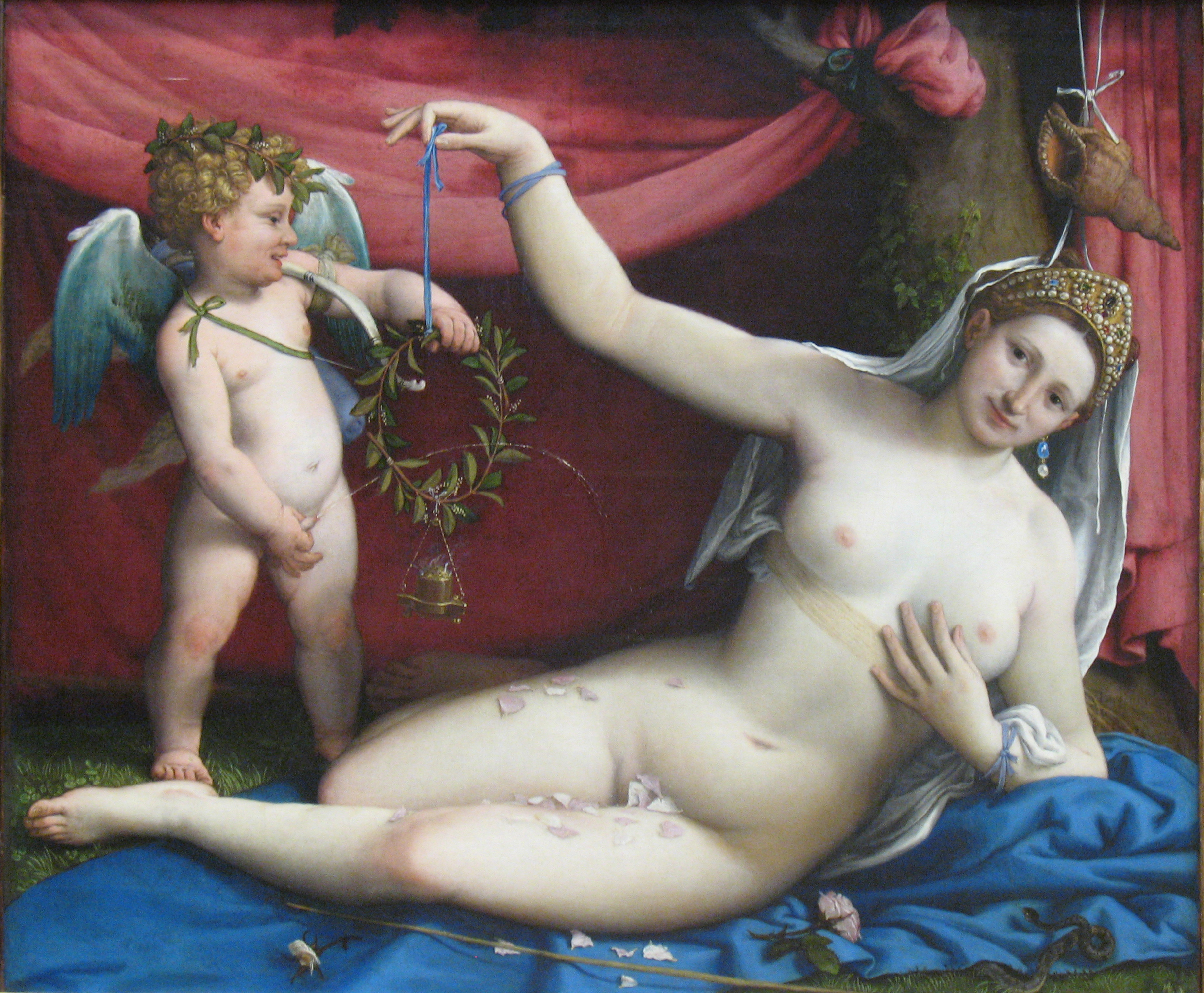
Vénus et Cupidon, Lorenzo Lotto, 1530, Metropolitan Museum of Art.

Le terme puer mingens vient du latin puer, signifiant « garçon », et du latin mingens, participe présent du verbe mingere qui signifie « uriner ».
En latin, les verbes pour uriner comme mingere étaient fréquemment employés dans le sens d'« éjaculer ». Cette connotation a été conservée dans divers dérivés du latin, y compris l'italien avec des mots tels que pisciare. L'urine émise par le pénis du puer mingens peut être interprétée symboliquement comme du sperme ; les pueri mingentes se retrouvent fréquemment dans les ouvrages augurant de la fertilité et de la fécondité. Vénus et Cupidon (Lorenzo Lotto) en est un exemple.
Dans plusieurs langues, comme l'italien, le français et l'anglais, « faire de l'eau » était un euphémisme pour uriner. En allusion à cela, on peut trouver des représentations d'un puer mingens « faisant de l'eau » dans des œuvres telles que la Bacchanale des enfants de Michel-Ange, ou dans les lavabos d'église dont les trombes sont placées devant les aines de garçons nus (d'où l'illusion que leur urine a été transformée en eau). Les pueri mingentes étaient fréquemment incorporés en tant que statues pleinement fonctionnelles dont les tuyaux propulsaient des jets d'eau hors du pénis des statues. L'un des exemples les plus connus est le Manneken-Pis à Bruxelles.

## Renaissances depuer mingens
Les pueri mingentes sont un motif classique que l'on retrouve parfois dans l'Antiquité. Des exemples romains antiques de pueri mingentes sont figurés principalement sur des sarcophages d'enfants.
Le puer mingens a été relancé à la Renaissance. Donatello, qui a ouvert la voie à la réinvention du motif plus large des putti en sculpture, a représenté l'un des premiers exemples de la Renaissance d'un puer mingens sur la base de sa statue de Judith et Holopherne. Depuis sa renaissance dans la Florence des années 1400, le motif artistique des garçons urinant s'est répandu dans le reste de l'Europe, atteignant son apogée à la fin de la Renaissance aux XVIe et XVIIe siècles avant de perdre progressivement en popularité.

## Emplacements despueri mingentes

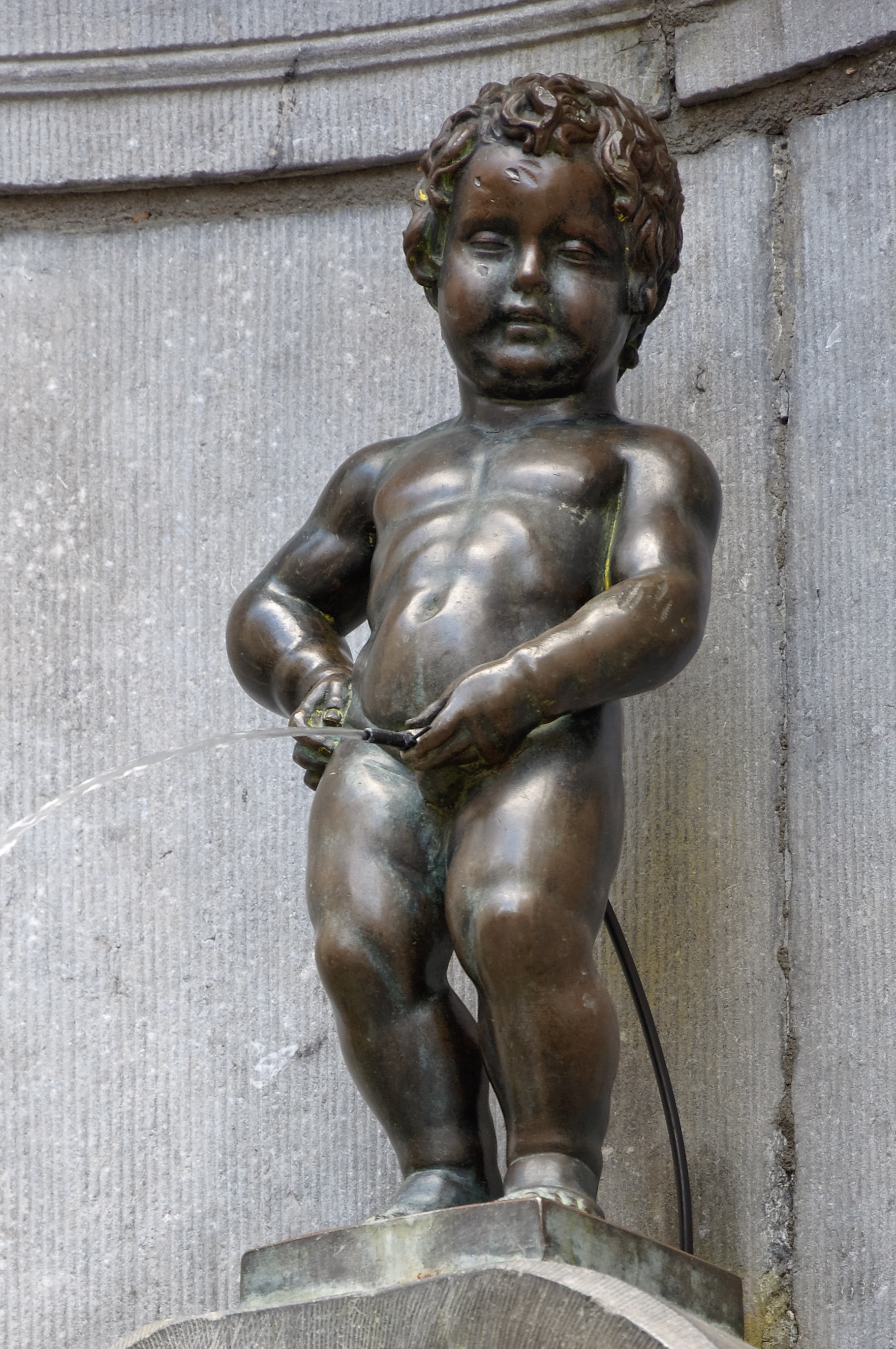
Manneken-Pis, exemple célèbre d'un puer mingens fonctionnant comme une fontaine, Bruxelles.

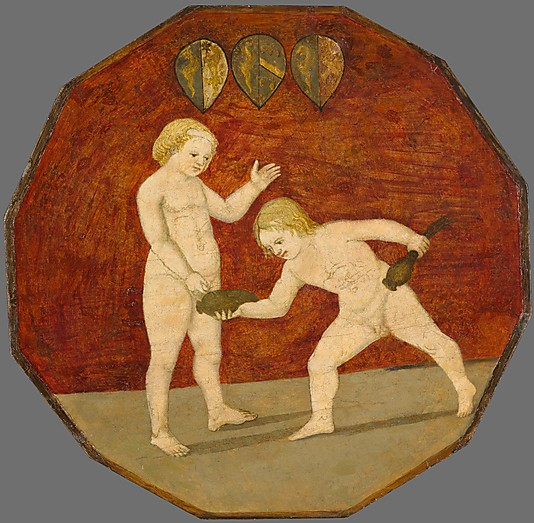
Puer mingens aux cosses de pavot, sur un desco da parto, Apollonio di Giovanni, 1450, collection Kress.

À l'époque romaine, le puer mingens se trouvait généralement dans les représentations de rites bachiques sur les sarcophages des enfants. À partir de la Renaissance, les puer mingens peuvent être trouvés dans l'art profane et religieux et à travers une gamme de supports, des manuscrits enluminés, des fontaines fonctionnelles, des fresques, aux amulettes apotropaïques.
En raison des associations avec la fertilité, les pueri mingentes se trouvent sur des deschi da parto, plateaux donnés aux femmes enceintes et à celles qui ont récemment accouché afin de témoigner et de célébrer la naissance saine d'une progéniture mâle. Les peintures conçues comme cadeaux de mariage, telles que Vénus et Cupidon de Lorenzo Lotto, peuvent également représenter des garçons en train d'uriner.
Le puer mingens était incorporé bien en évidence dans des fontaines qui projetaient de l'eau hors du pénis de la statue. Bien que ce motif artistique soit d'origine romaine, il existe peu d'attestations de fontaines fonctionnelles incorporant des pueri mingentes à l'époque romaine ; les Romains possédaient cependant des statues fonctionnelles représentant Priape adulte en train d'uriner, ce qui a peut-être inspiré le développement à la Renaissance des statues de garçons en train d'uriner. En plus des espaces publics, tels que l'emplacement du Manneken Pis dans le centre de Bruxelles, des fontaines fonctionnelles ornaient également de nombreux jardins privés des XVIe et XVIIe siècles à travers l'Europe.

## Galerie

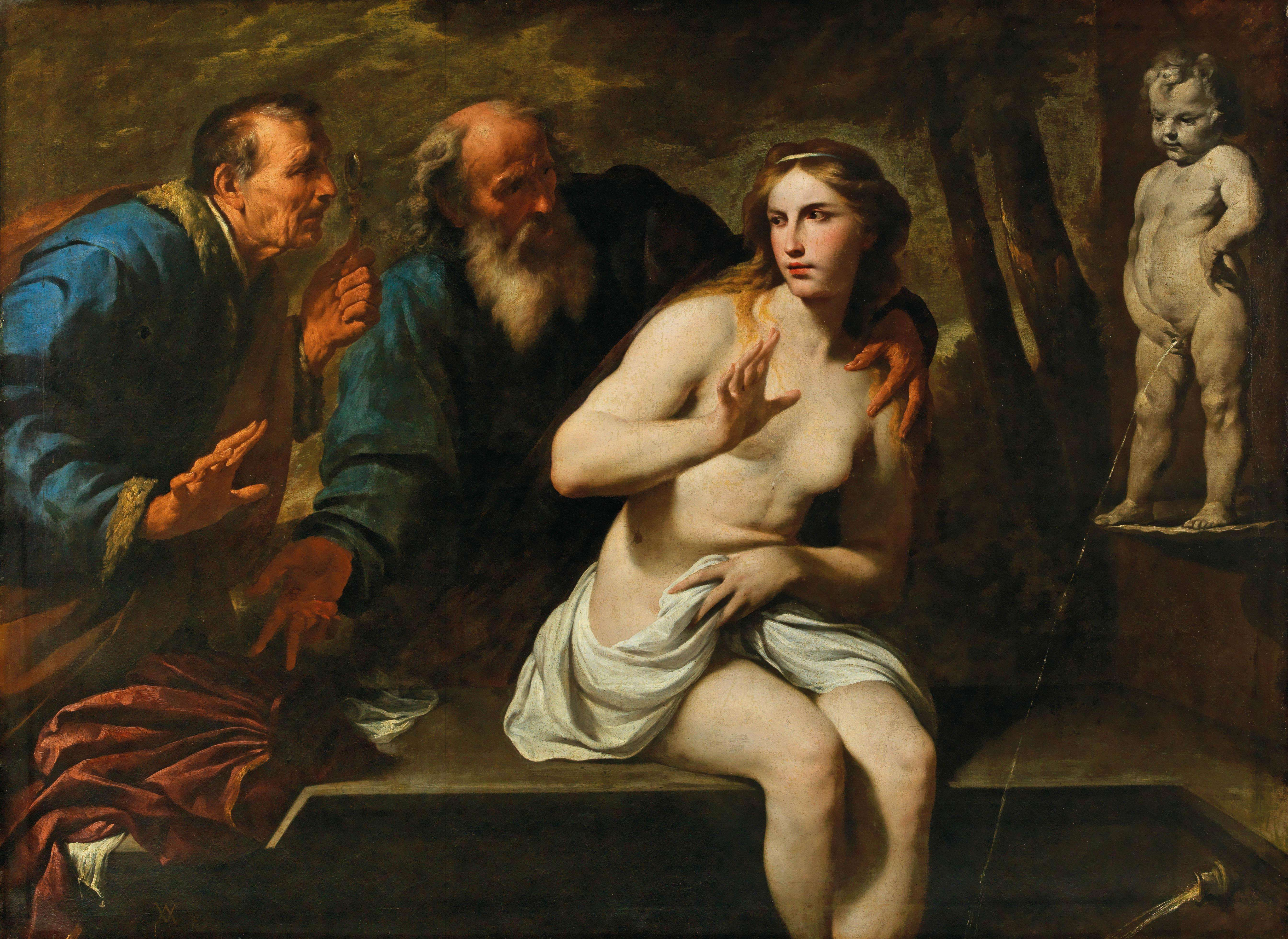
Statue de puer mingens dans Suzanne et les vieillards par Andrea Vaccaro, 1650.
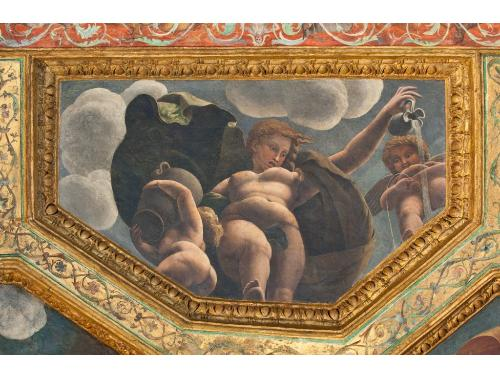
Puer mingens à côté d'une nymphe versant de l'eau, 1526-1528, Palazzo del Te, Mantoue.
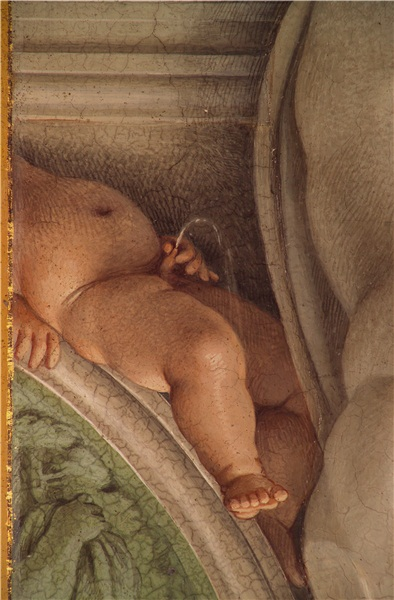
Une vue rapprochée d'un puer mingens par Annibale Carracci, 1600, Palais Farnèse, Rome.
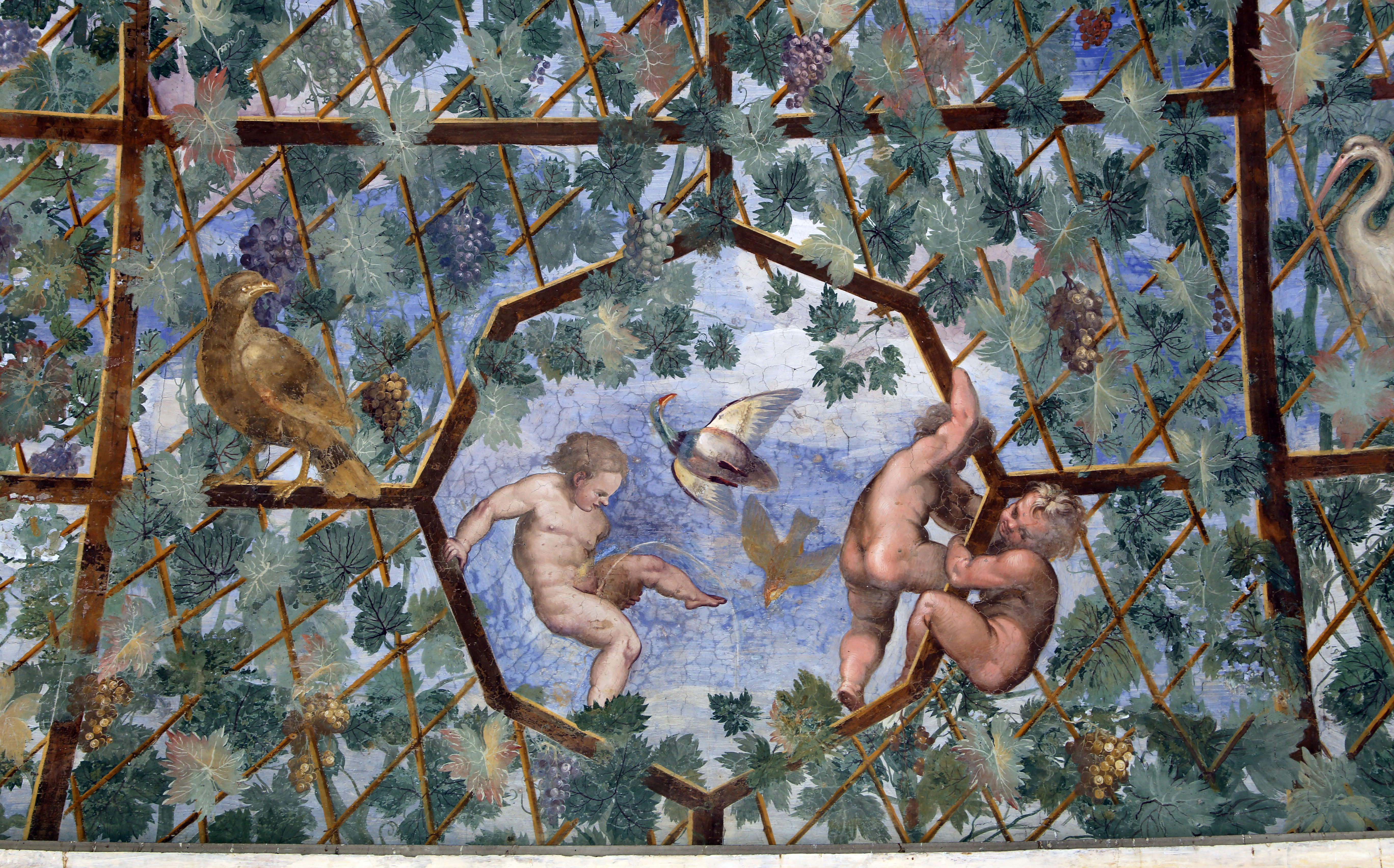
Puer mingens au plafond de la Villa Giulia (Rome).
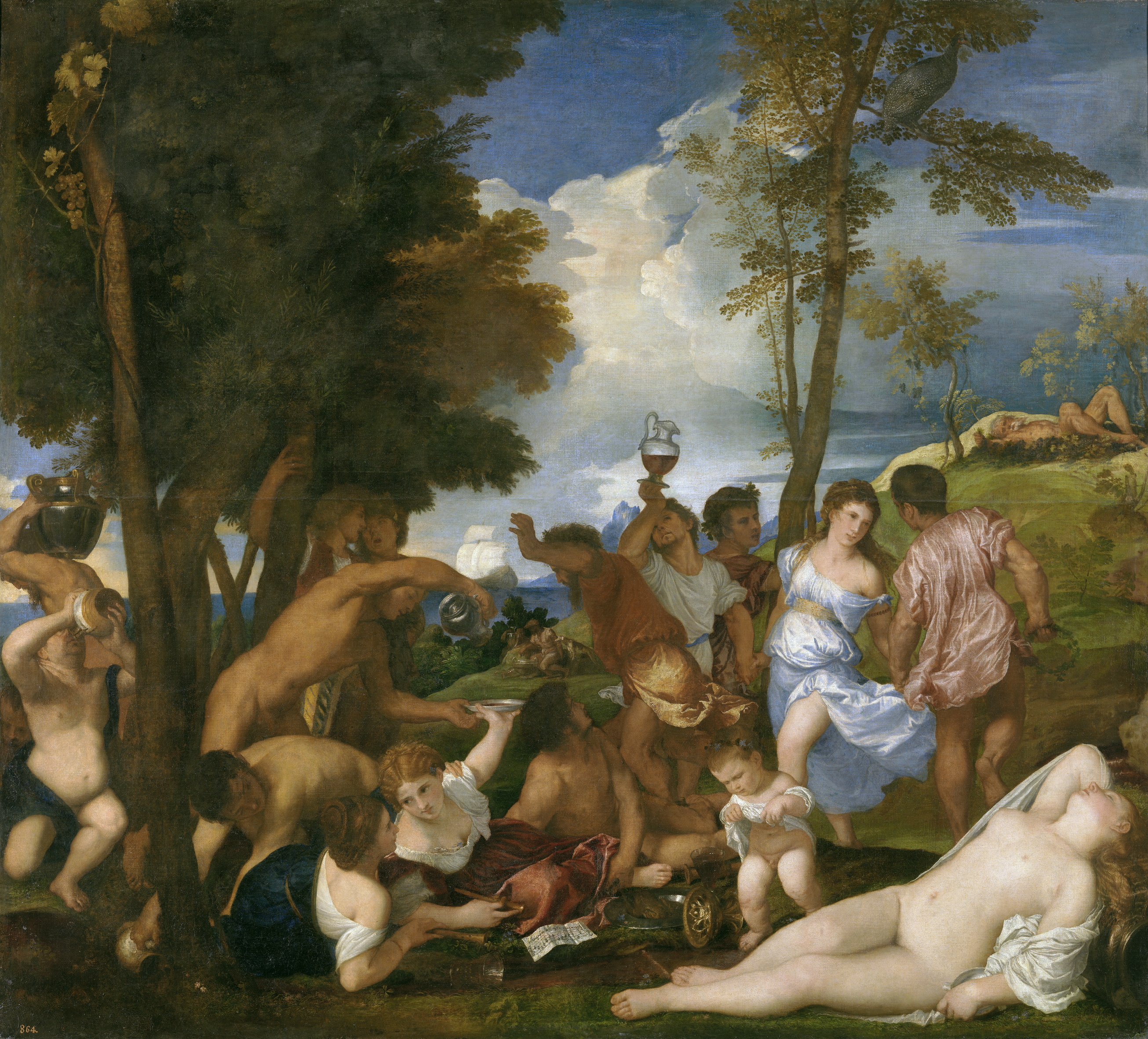
Puer mingens peint dans La Bacchanale des Andriens par Titien, 1523-1526, Musée du Prado, Madrid.
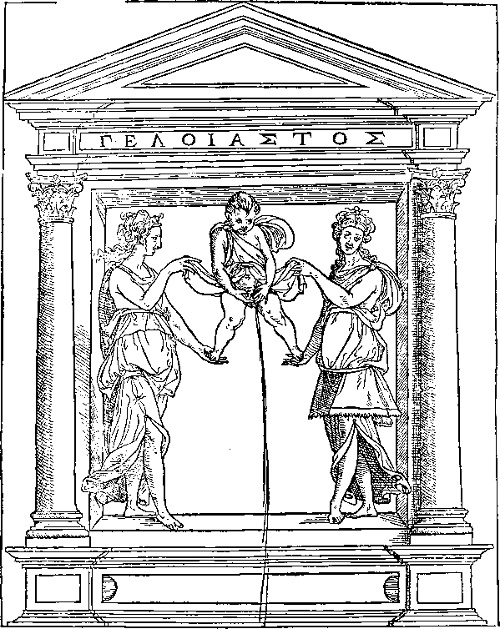
Gravure sur bois d'un puer mingens, dans l'Hypnerotomachia Poliphili, 1499.
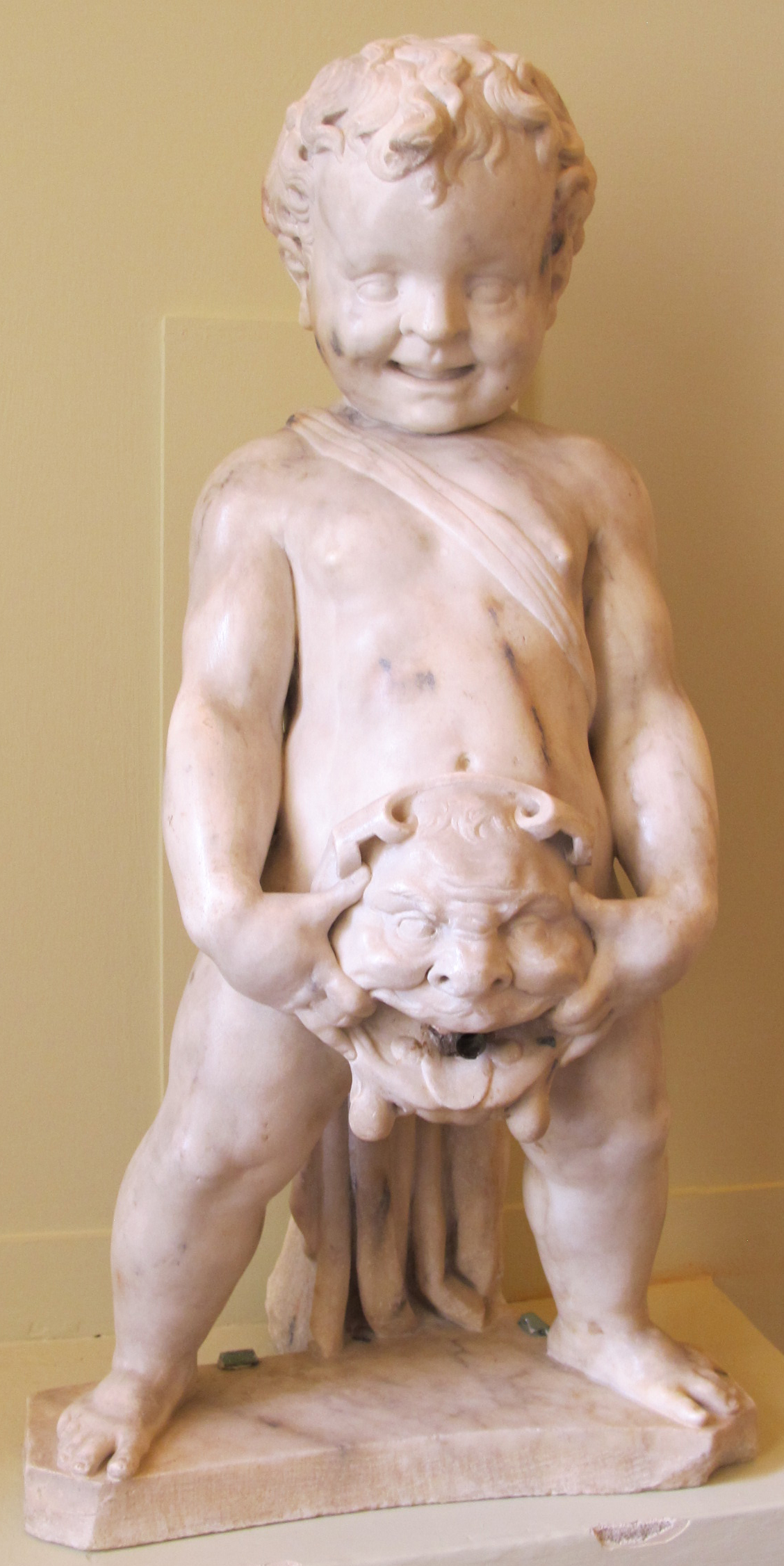
Statue de puer mingens avec un masque couvrant ses parties génitales, Pierino da Vinci, 1540, Museo nazionale d'arte Medievale e moderna della Basilicata, Matera, Italie.
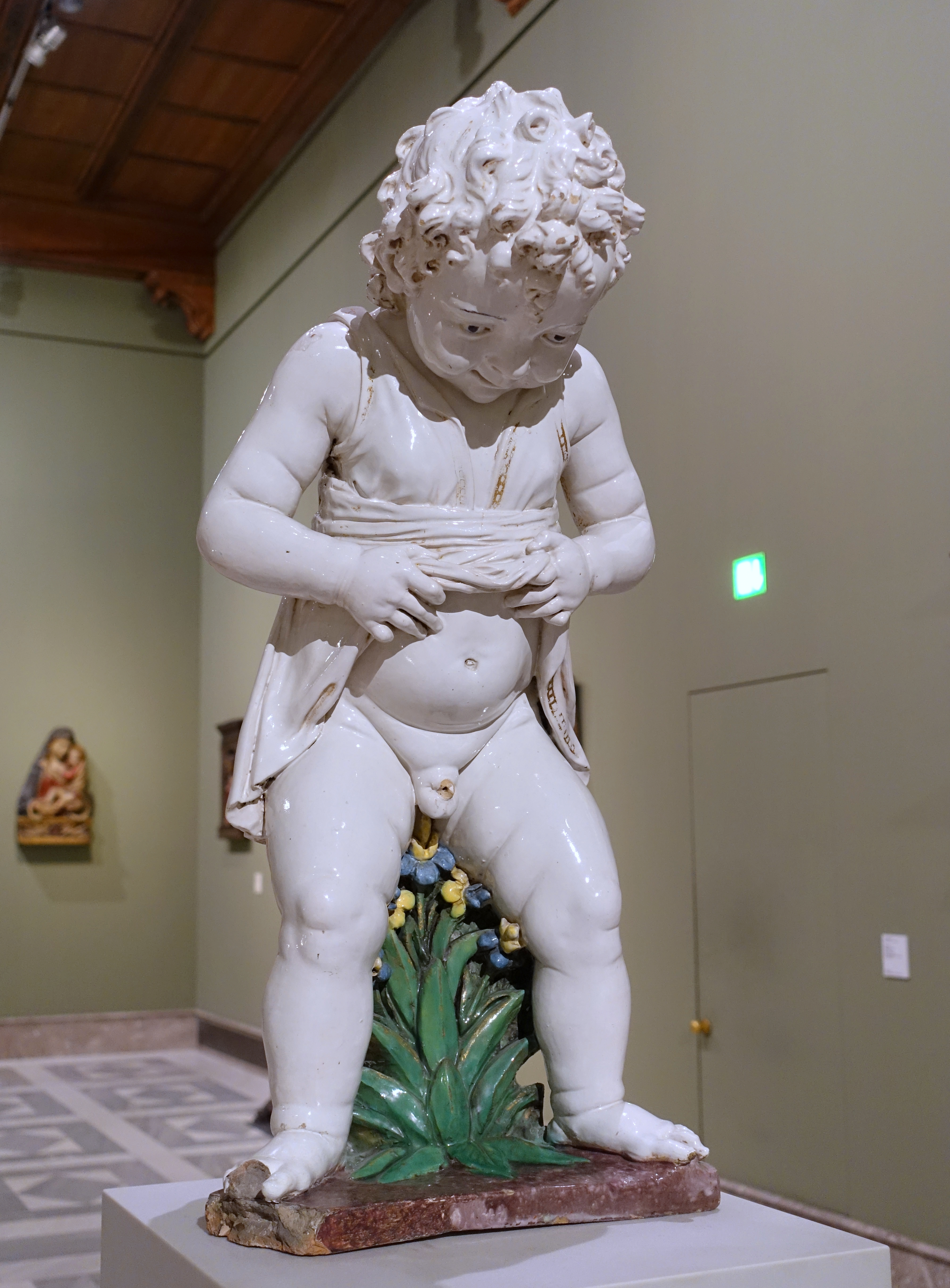
Statue en terre cuite vernissée d'un puer mingens, Andrea della Robbia, ch. 1490, Musée Bode, Berlin.
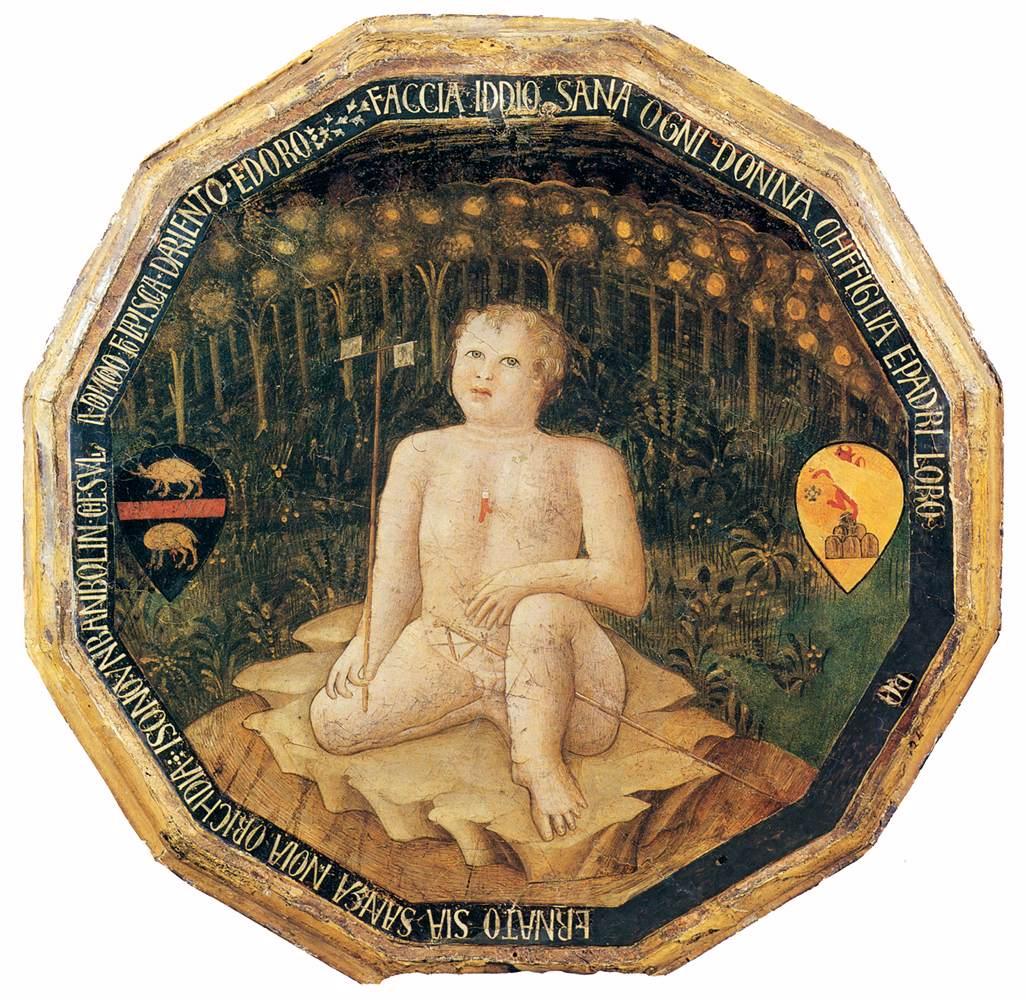
Puer mingens sur un desco da parto, Bartolomeo di Fruosino, 1428, New-York Historical Society.
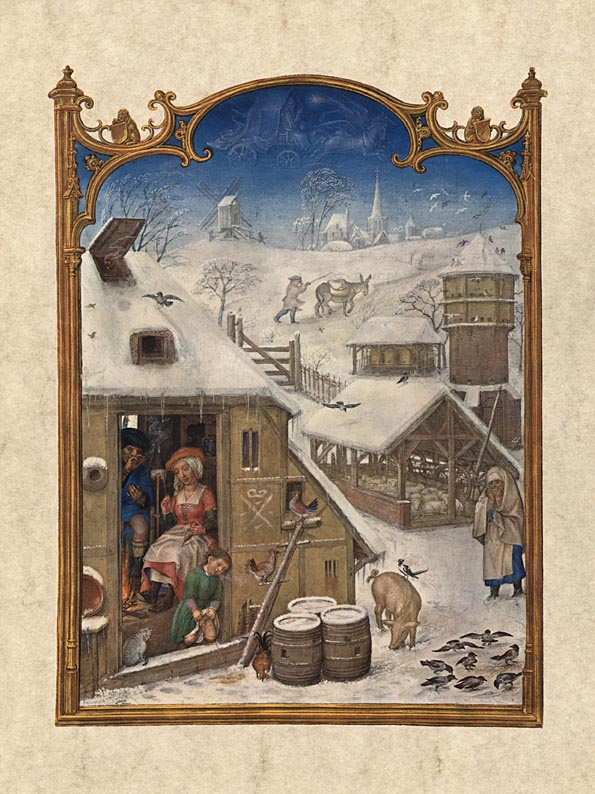
Puer mingens représenté dans le Bréviaire Grimani, c. 1510, Biblioteca Marciana, Venise.

## Source
- (en) Cet article est partiellement ou en totalité issu de l’article de Wikipédia en anglais intitulé « Puer mingens » (voir la liste des auteurs).

## Articles liés
- Putti
- Manneken Pis
- Renaissance italienne